# ピアノソナタ第2番 (ラフマニノフ)
セルゲイ・ラフマニノフの《ピアノ・ソナタ第2番 変ロ短調（露: Соната No.2 для фортепиано）》作品36は、1913年の作品。ラフマニノフが完成させた2曲のピアノ・ソナタのうち、最後の作品である。

## 概要
ラフマニノフは1913年の1月から8月まで、合唱交響曲《鐘》の構想と作曲のために、先人チャイコフスキーに倣ってイタリアに滞在していた。しかし、ローマで娘が病に倒れたため、名医を求めてドレスデンに立ち寄り、その地で《ピアノ・ソナタ第2番》を着想している。完成はロシア帝国に戻ってからであり、同年12月16日にモスクワにおけるリサイタルで、作曲者自身の演奏により初演を見た。やはり1913年にモスクワのグートヘイリ社（およびライプツィヒのブライトコプフ・ウント・ヘルテル社）より出版。音楽院時代の同級生で、音楽教師・ピアニストのマトヴェイ・プレスマンに献呈された。
ラフマニノフは1917年のロシア革命で亡命するまで、国内の演奏会でこの作品を演奏したが、今ひとつ評判が芳しくないことを悔やんでおり、渡米後の1931年に、ブージー・アンド・ホークス社より「新版」こと改訂版を発表した。しかしこれも、友人ウラジミール・ホロヴィッツに異議を唱えられる。ホロヴィッツは両者を折衷した独自の編曲（ホロヴィッツ版）を好んで演奏した。現在では、改訂後の1931年版を取り上げるピアニストが多い。
いずれの版にせよ、求められる技巧や手の大きさなどから、大変な難曲であるが、曲自体のもつ荘厳な雰囲気やドラマチックな展開がラフマニノフらしい大曲である。

## 評価と受容
このように、初版にせよ改訂版にせよ、ラフマニノフの生前に《ピアノ・ソナタ第2番》が正当に評価されたとはいえず、かつてはホロヴィッツが独自に作った編曲版のみが、ホロヴィッツの演奏や録音を通じて知られていたにすぎなかった。
だが、ラフマニノフの生誕100周年にあたる1970年代を境に事情は一変し、ウラディーミル・アシュケナージ、ルース・ラレード、マイケル・ポンティ、ジャン＝フィリップ・コラール、ジョン・ブラウニング、アレクシス・ワイセンベルク、清水和音、エレーヌ・グリモー、ゾルタン・コチシュ、フレディ・ケンプ、エフゲーニ・ザラフィアンツ、マルク＝アンドレ・アムランらがラフマニノフ自身の版（初版もしくは改訂版）を演奏・録音するようになった。ただし、相変わらずホロヴィッツ版を好んだアレクセイ・スルタノフや、後に独自の版を取り上げるようになったグリモーのようなピアニストもいる。また、ハワード・シェリーはピアノ曲全集の企画の一環として、両方の版を録音している。
初版と改訂版の2つは、それぞれの魅力と一長一短ゆえに、優劣をつけることは実際のところ容易でない。ホロヴィッツやグリモーのように、両方を折衷して独自の版を作る演奏者（およびホロヴィッツ版を好む演奏者）の場合、初版は長すぎるし、改訂版は物足りないと考える。改訂版を好むピアニストはたいてい、初版は冗長で散漫であると見なしているか、いずれにせよこれが最終決定版に違いないと認めているかである。一方、初版を好むピアニストは、改訂版は世に受け入れられるためになされた妥協であって、作曲者の望んだ真の姿のトルソにすぎない、と評価する。

## 作品
ファウスト物語に霊感を受けた標題的な《第1番》とは対照的に、これという文学的霊感にはよっていない。ただし、合唱交響曲《鐘》の構想中に着想されたためもあってか、ロシア正教の大小の鐘の音を模した音型が終始鳴り響いており、有名な《前奏曲》作品3-2や2つのピアノ協奏曲（《第2番》、《第3番》）と、発想の上で密接なつながりを保っている。
一方で、第2番という番号付けと変ロ短調という調性は、偶然とはいえショパンの前例と同じである。第1楽章展開部には、ラフマニノフがしばしば好んで引用したグレゴリオ聖歌の「怒りの日」の主題が現れる。

### 版の異同
現在では、ブージー・アンド・ホークス社が初版と改訂版の両方を1993年に合冊で出版しているため、版の比較が容易になっている。
1913年版（初版）も1931年改訂版も、以下の3つの楽章で構成されている。
1. Allegro agitato （変ロ短調）
2. Non allegro. Lento （ホ短調）
3. L'istesso tempo. Allegro molto （変ロ長調）

またいずれにおいても、第2楽章と第3楽章が「アタッカ」の指示によって連結されており、連続して演奏することが意図されている。
演奏時間は、初版で25分程度、改訂版で20分程度を要する。

### 第1楽章
古典的なソナタ形式。
2オクターブ以上にわたる急速な下降音形に始まる。低音のオクターヴが鐘の音の打ち鳴らされるように響き、その響きの中に半音階のモチーフが提示される。これは1曲全体を支配する主要モチーフであり、様々な形で随所に現れることとなる。
ピアノ協奏曲第3番に見られる装飾音形を経て、第2主題へと移行する。
第2主題は平行調の変ニ長調で、やはり半音階のモチーフを軸とした旋律で作られている。オーケストラの如く複声部に分かれて進行する。
展開部は対位法が用いられ、さらにグレゴリオ聖歌の「怒りの日」の旋律の断片が奏される。複雑な和声進行で上昇し、頂点に達すると、そのまま再現部へと下行する。
再現部の第2主題は変ト長調。提示部と同様に進行し、半音階を多用した短いコーダの後、冒頭を穏やかに回想して幕を閉じる。

### 第2楽章
短い序奏のあと、ゆったりとした主題が提示される。第1楽章第2主題と同様12/8拍子で、関連が見られる。
幾つかの経過句を経て、第1楽章が回想される。半音階のモチーフが対位法的に組み合わせられ、カデンツァへと導かれる。
ホ長調に転じ、初版では第2楽章冒頭の主題が同主調により再現され、改訂版では第1楽章第2主題が回想される。ホ長調の音階の下行形を経て、同調の主和音で穏やかに終止する。

### 第3楽章
第2楽章からattaccaで始まる。第2楽章冒頭と同様の序奏を3/4拍子で、移調して奏する。
序奏が終わると、Allegro moltoに転じ、左手の幅広い音域の伴奏に乗せて第1主題が現れる。全体的に3連符の推進力を持った音形に支配されている。
行進曲調の経過句を経て、meno mossoの第2主題に入る。複数の声部に分けられた複雑な構成で、半音階の下行が多用されている。
Allegro moltoに戻ると、第1楽章冒頭のモチーフを織り交ぜつつ、極めて技巧的なカデンツァ風のフレーズを経て再び第2主題へと向かう。
第2主題はTempo rubatoが指示され、1度目よりも重厚な和音群を組み合わせたオーケストラのような響きを生み出す。頂点を築いた後Prestoに速度を上げ、一気呵成にフィナーレを迎える。